# Historieta de aventuras

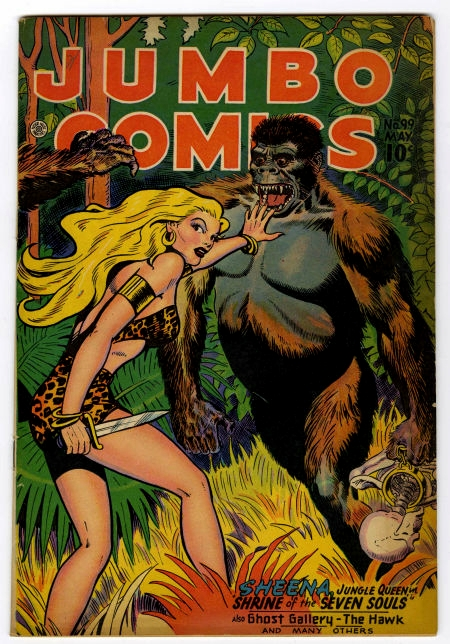
Portada de un comic book de 1947.

La historieta o cómic de aventuras constituye uno de los géneros de acción más populares de la Historieta. Dado que "la aventura en su sentido más puro siempre ha estado presente en la historieta, en todas sus facetas y en todos sus géneros", pueden encontrarse referencias antiguas donde se la considera un macrogénero capaz de contener a otros muchos e incluso se oponga a la historieta cómica para constituir así uno los dos grandes géneros en que dividir toda la producción del medio. En este sentido amplio, equivale a lo que los profesionales comúnmente denominaban "historieta seria", es decir la de grafismo realista, con lo que series como Tim Tyler's Luck o Sheena debían recogerse bajo una etiqueta específica, como la de historietas de selva.

## Características
En su sentido estricto, este género se caracteriza por los siguientes rasgos:
Temáticos
- El protagonismo de un tipo determinado de aventurero, el vocacional, nato o gratuito, que no "duda en meterse de cabeza en los más escabrosos asuntos sin que en ellos les vaya un especial interés material"[2] prototipo de energía e ingenio. Los teóricos Antonio Altarriba y Remesar distinguen, sin embargo, un tipo de historieta de aventuras a la que denominan de "segundo grado", en la que los protagonistas se ven inmersos sin quererlo.[6]
- Los aventureros más característicos suelen tener oficios como aviador, científico, deportista, marino, médico, periodista, "o simplemente, tarambanas"[2] aunque pueden ser hasta botones como Spirou.
- Muchos de ellos aparentan una edad más corta de lo esperable, entre la adolescencia y la madurez, como Cuto o Tintín, dado el público al que iban dirigidos.[7]
- Pretenden conseguir un tesoro, rescatar personas o resolver un misterio.
- Suele afrontar situaciones de riesgo y peligro, con las que puede generarse una situación de suspense al terminar un capítulo. Como señala Jesús Blasco, al comentar como escapó su personaje Cuto de una de estas situaciones de suspense "aun cuando no sean rigurosamente científicas pueden aceptarse como dictadas por la fantasía propia de las historietas de aventuras".[8]
- Trascurren normalmente en escenarios exóticos y poco usuales: Selvas, desiertos, etc.

Formales
- Extensión generalmente amplia, con tendencia a la serialización.
- Pueden presentar un grafismo realista u otro distorsionado y caricaturesco, aunque el primero se relaciona más con el género por haber surgido con él en los años 30 del siglo pasado.[9]

Demográficos
- Se ha señalado que pueden cumplir una función de "escape de la existencia gris" para el "masificado miembro de la adocenadora sociedad moderna".[2]

## Historia

### El cómic de aventuras clásico (1929-43)
Como explica Pedro Porcel, las convenciones del relato de aventuras clásico proceden de tres fuentes principales: La novela de aventuras del siglo XIX, el folletín y el cine estadounidense. En el cómic, se remonta al 7 de enero de 1929, cuando Tarzán de los Monos, dibujada por Harold Foster para United Feature Syndicate empezó a publicarse en varios diarios norteamericanos. Ese mismo año la serie Wash Tubbs, creada en 1924 por Roy Crane, empezó a derivar hacia el nuevo género, con la inclusión de un adulto Capitán Easy entre sus protagonistas. Lo mismo sucedería con Tim Tyler's Luck creada por Lyman Young en 1928. Los siguientes años estarían marcados por este género y otros de acción, a pesar de la existencia de notables series de comedia como Li’l Abner (1934) de Al Capp, debido en parte al cambio de gusto experimentado por el público norteamericano a raíz de la Gran Depresión de 1929.
Al mismo tiempo, en Europa, Las aventuras de Tintín (1930-1976) de Hergé presentan a un intrépido reportero de aspecto juvenil que viaja por todo el mundo junto con su perro Milú, y una serie de personajes secundarios como el capitán Haddock, el profesor Tornasol o los detectives Hernández y Fernández. Sobre todo a partir de la quinta historieta de la serie (El Loto Azul, 1932-34), su autor se documentó minuciosamente sobre los lugares visitados por sus personajes, aunque también presentó lugares imaginarios, tales como Syldavia o San Theodoros. En la senda de esta serie, hay que destacar también Spirou y Fantasio creada en 1938 por Rob-Vel para la revista Le Journal de Spirou. Las tiras cómicas de la serie estadounidense Mickey Mouse (1930) dibujadas por Floyd Gottfredson también combinaban comedia y aventuras.
En 1934, aparecen Jungle Jim de Don Moore/Alex Raymond, protagonizada por un cazador que recorría el Sureste de Asia, y Terry y los piratas de Milton Caniff. The Phantom (1936). En la senda de estas producciones estadounidenses, surgieron en España Cuto (1935), Pepe Carter y Coco (1942), El Capitán Misterio (1944), Silver Roy, el Comando solitario (1947) o Jeque Blanco (1951), triunfando también la serie italiana Dick Fulmine (1938).
Ya en el nuevo formato de los comic books se destaca Sheena (1937).

### La posguerra (1944-1967)
En 1944, Frank Robbins había creado Johnny Hazard, la cual dibujó hasta su final en 1977.
Spirou y Fantasio de André Franquin a partir de 1946.
Tony y Anita (1951), El Capitán Pantera (1954) de Carrillo, Pantera Negra (1956), Pequeño Pantera Negra (1958) y Bengala (1958).
En 1963, Tomás Marco Nadal empezó Kalar, que duraría hasta el cierre de la editorial Imperia en 1983 y donde exhibe su dominio de la figura animal. Las hubo incluso con protagonismo animal como África (1964).
Bernard Prince (1967) de Greg/Hermann es otro cómic de aventuras de corte clásico, en el que los escenarios y los fenómenos naturales van adquiriendo cada vez mayor importancia.

### La mala conciencia (1967-86)
Entre 1945 y 1960 se asiste en los países africanos y asiáticos a un período especialmente activo de descolonización, empezando con la independencia de Pakistán e India del Reino Unido en 1947. Bien entrados los años sesenta, sus consecuencias se hacen visibles en toda la ficción popular, cuando la mala conciencia europea por el colonialismo sustituye al etnocentrismo que le había sido característico.
También es visible, entonces, la humanización del héroe a través de personajes como Corto Maltés (1967), Los Mercenarios (1974), Frank Cappa (1981) o Jann Polynesia (1985). Milo Manara reflexiona sobre el sentido mismo de la aventura en el mundo moderno en su serie HP y Giuseppe Bergman (1978).
En los 80, llegan a ser frecuentes los antihéroes, como Dieter Lumpen (1985) de Jorge Zentner/Rubén Pellejero o Theodore Poussin (1986), de Frank Le Gall.

### Últimos años
Taxi (1987) de Alfonso Font.
En el nuevo siglo, los viajes a destinos éxoticos adquieren la textura del reportaje en las manos de autores como Guy Delisle o Joe Sacco. Javier de Isusi publica su tetralogía Los viajes de Juan Sin Tierra (2004-2010). Más clásicas son Las aventuras de Julius Chancer (2002) del británico Garen Ewing.